# Palmerio Delitala
Palmerio Delitala (Bosa, 29 luglio 1876 – Bosa, 12 febbraio 1947) è stato un avvocato, politico e antifascista italiano.

## Biografia
Fondatore del Partito Popolare Italiano a Nuoro, viene eletto deputato nel 1924 e dichiarato decaduto nel 1926 per la sua partecipazione alla secessione dell'Aventino. 
Ritiratosi a vita privata, esercita la professione di avvocato fino al 1945, quando entra a far parte di diritto alla Consulta nazionale come deputato aventiniano.
Muore il 12 febbraio 1947 all'età di 70 anni.